# Giovanni Zenatello
Giovanni Zenatello (ur. 22 lutego 1876 w Weronie, zm. 11 lutego 1949 w Nowym Jorku) – włoski śpiewak, tenor.

## Życiorys
Śpiewu uczył się u Zannoniego w Weronie i u Morettiego w Mediolanie, początkowo występował jako baryton. Na scenie zadebiutował w 1898 roku w Belluno jako Silvio w Pajacach Ruggera Leoncavalla. W 1899 roku wyjechał do Neapolu, gdzie ponownie wystąpił w Pajacach, tym razem śpiewając już tenorową partię Cania. W 1903 roku otrzymał angaż do mediolańskiej La Scali, gdzie rok później kreował rolę Pinkertona w światowej prapremierze Madame Butterfly Giacomo Pucciniego. Wystąpił też w prapremierowych przedstawieniach Siberii Umberta Giordano (1903) i Glorii Francesco Cilei (1907). W 1905 roku rolą Riccarda w Balu maskowym Giuseppe Verdiego debiutował w Covent Garden Theatre w Londynie. Rolą Enza Grimaldiego w Giocondzie Amilcare Ponchiellego debiutował w 1907 roku w Nowym Jorku. W latach 1909–1914 występował w Bostonie. W 1913 roku podczas pierwszego letniego festiwalu w Weronie wykonał rolę Radamesa w Aidzie i później przez wiele lat był kierownikiem muzycznym tej imprezy. W 1928 roku zakończył karierę sceniczną.
Jego popisową była tytułowa rola w Otellu Giuseppe Verdiego, którą kreował po raz pierwszy w 1909 roku i śpiewał ponad 500 razy. Wspólnie z poślubioną w 1913 roku śpiewaczką Marią Gay prowadził w Nowym Jorku szkołę śpiewu, do której wychowanków należeli m.in. Lily Pons i Nino Martini. Zaaranżował debiut sceniczny Marii Callas w Weronie w 1947 roku.